# Chrysops dawsoni
Chrysops dawsoni är en tvåvingeart som beskrevs av Philip 1959. Chrysops dawsoni ingår i släktet Chrysops och familjen bromsar. Inga underarter finns listade i Catalogue of Life.